# 拉肯 (菲律賓)
拉肯，是菲律賓早期歷史時期，是呂宋島上巴朗蓋中的最高統治者的頭銜，在Maginoo(皇族)中由其他執政的達圖選出，作為“pangulo”（頭人）。
在現今的文化中，這個詞還是偶爾用來表示“貴族”，但大多數都適用於其他用途。在菲律賓武術中，拉肯等於黑帶等級。此外，菲律賓的選美比賽也將獲勝者稱為“拉卡比尼”，相當於女性拉肯。